# Divisione Nazionale 1933 (pallacanestro maschile)
La Divisione Nazionale FIP 1933 è stata la tredicesima edizione del massimo campionato italiano di pallacanestro maschile.
La Ginnastica Roma conquista il suo terzo titolo. Al secondo posto si classifica l'Osa Milano (acronimo di Oratorio Sant'Andrea), al terzo la Borletti Milano.

## Prima Fase

### Girone A

#### Classifica
|  |    | Classifica Girone A 1933 | Pt | G | V | P | PF  | PS  |
|  | -- | ------------------------ | -- | - | - | - | --- | --- |
|  | 1. | OSA Milano               | 11 | 6 | 5 | 1 | 143 | 124 |
|  | 2. | Ginnastica Triestina     | 11 | 6 | 5 | 1 | 140 | 73  |
|  | 3. | S.C. Italia Milano       | 7  | 6 | 2 | 4 | 96  | 101 |
|  | 4. | GUF Torino               | 6  | 6 | 0 | 6 | 87  | 168 |

#### Risultati
| Risultati girone A   | TS    | ITmi  | OSA   | TO    |
| -------------------- | ----- | ----- | ----- | ----- |
| Ginnastica Triestina |       | 21-13 | 26-12 | 40-8  |
| S.C. Italia Milano   | 0-2   |       | 14-22 | 26-15 |
| OSA Milano           | 24-21 | 30-26 |       | 23-13 |
| GUF Torino           | 16-30 | 11-17 | 24-32 |       |

Spareggio per la qualificazione alla fase finale
| Venezia 26 marzo 1933 | OSA Milano | 28 – 21 | Ginnastica Triestina |  |

### Girone B

#### Classifica
|  |    | Classifica Girone B 1933        | Pt | G | V | P | PF  | PS  |
|  | -- | ------------------------------- | -- | - | - | - | --- | --- |
|  | 1. | Borletti Milano                 | 11 | 6 | 5 | 1 | 152 | 78  |
|  | 2. | A.S. Reyer Venezia              | 9  | 6 | 4 | 2 | 125 | 100 |
|  | 3. | La Filotecnica Milano           | 8  | 6 | 2 | 4 | 128 | 130 |
|  | 4. | Reale Società Ginnastica Torino | 7  | 6 | 1 | 5 | 103 | 200 |

#### Risultati
| Risultati girone B              | VE    | BorMI | FilMI | TO    |
| ------------------------------- | ----- | ----- | ----- | ----- |
| A.S. Reyer Venezia              |       | 21-20 | 20-15 | 39-19 |
| Borletti Milano                 | 2-0   |       | 30-15 | 33-10 |
| La Filotecnica Milano           | 17-15 | 23-27 |       | 43-14 |
| Reale Società Ginnastica Torino | 27-30 | 9-40  | 24-15 |       |

### Girone C

#### Classifica
|  |    | Classifica Girone C 1933 | Pt | G | V | P | PF | PS |
|  | -- | ------------------------ | -- | - | - | - | -- | -- |
|  | 1. | Ginnastica Roma          | 8  | 4 | 4 | 0 | 69 | 21 |
|  | 2. | A.P. Vomero              | 6  | 4 | 2 | 2 | 30 | 60 |
|  | 3. | A.P. Napoli              | 3  | 4 | 0 | 4 | 31 | 49 |

#### Risultati
| Risultati girone C | RO    | APVO  | APNA |
| ------------------ | ----- | ----- | ---- |
| Ginnastica Roma    |       | 2-0   | 31-9 |
| A.P. Vomero        | 12-26 |       | 8-9  |
| A.P. Napoli        | 0-10  | 12-11 |      |

## Fase Finale

### Girone finale

#### Calendario
| Prima giornata |               |             |
| 9 apr. 1933    |               | 7 mag. 1933 |
| 18-24          | Borletti-Roma | 12-15       |

| Seconda giornata |          |              |
| 23 apr. 1933     |          | 21 mag. 1933 |
| 22-28            | OSA-Roma | 13-29        |

| Terza giornata |              |              |
| 30 apr. 1933   |              | 28 mag. 1933 |
| 9-14           | Borletti-OSA | 28-32        |

|  |    | Classifica finale 1933 | Pt | G | V | P | PF | PS |
|  | -- | ---------------------- | -- | - | - | - | -- | -- |
|  | 1. | Ginnastica Roma        | 8  | 4 | 4 | 0 | 96 | 65 |
|  | 2. | OSA Milano             | 6  | 4 | 2 | 2 | 81 | 94 |
|  | 3. | Borletti Milano        | 4  | 4 | 0 | 4 | 67 | 85 |

| Squadre vincitrici del Campionato italiano di pallacanestro maschile | Squadre vincitrici del Campionato italiano di pallacanestro maschile |
| --- | -------------------------------------------------------------------- |
| SEF Costanza Milano (1920) · ASSI Milano (1921, 1922) · Internazionale (1923) · ASSI Milano (1924, 1925, 1926, 1927) · Ginn. Roma (1928) · 1929 · S.G. Triestina (1930) · Ginn. Roma (1931) · S.G. Triestina (1932) · Ginn. Roma (1933) · S.G. Triestina (1934) · Ginn. Roma (1935) · Olimpia Milano (1936, 1937, 1938, 1939) · S.G. Triestina (1940, 1941) · Reyer Venezia (1942, 1943) · 1944-1945 · Virtus Bologna (1946, 1947, 1948, 1949) · Olimpia Milano (1950, 1951, 1952, 1953, 1954) · Virtus Bologna (1955, 1956) · Olimpia Milano (1957, 1958, 1959, 1960) · Pall. Varese (1961) · Olimpia Milano (1962, 1963) · Pall. Varese (1964) · Olimpia Milano (1965, 1966, 1967) · Pall. Cantù (1968) · Pall. Varese (1969, 1970, 1971) · Olimpia Milano (1972) · Pall. Varese (1973, 1974) · Pall. Cantù (1975) · Virtus Bologna (1976) · Pall. Varese (1977, 1978) · Virtus Bologna (1979, 1980) · Pall. Cantù (1981) · Olimpia Milano (1982) · Virtus Roma (1983) · Virtus Bologna (1984) · Olimpia Milano (1985, 1986, 1987) · V.L. Pesaro (1988) · Olimpia Milano (1989) · V.L. Pesaro (1990) · Juvecaserta (1991) · Pall. Treviso (1992) · Virtus Bologna (1993, 1994, 1995) · Olimpia Milano (1996) · Pall. Treviso (1997) · Virtus Bologna (1998) · Pall. Varese (1999) · Fortitudo Bologna (2000) · Virtus Bologna (2001) · Pall. Treviso (2002, 2003) · Mens Sana Siena (2004) · Fortitudo Bologna (2005) · Pall. Treviso (2006) · Mens Sana Siena (2007, 2008, 2009, 2010, 2011) · Titolo revocato (2012, 2013) · Olimpia Milano (2014) · Dinamo Sassari (2015) · Olimpia Milano (2016) · Reyer Venezia (2017) · Olimpia Milano (2018) · Reyer Venezia (2019) · Titolo non assegnato (2020) · Virtus Bologna (2021) · Olimpia Milano (2022, 2023, 2024) |                                                                      |

| Pallacanestro di club in Italia — stagione 1933                                                                                                | Pallacanestro di club in Italia — stagione 1933 |
| Stagione precedente (1932) | Stagione precedente (1932)                      |
| --- | ----------------------------------------------- |
| Maschile | D.Naz. · I Div.                                 |
| Femminile | D.Naz.                                          |
| Stagione 1933 |                                                 |
| Maschile | D.Naz. · I Div.                                 |
| Femminile | D.Naz.                                          |
| Stagione successiva (1934) |                                                 |
| Maschile | D.Naz. · I Div.                                 |
| Femminile | D.Naz.                                          |
| Classifiche · Coppa Italia maschile · Coppa Italia femminile · Supercoppa maschile · Supercoppa femminile · Federazione Italiana Pallacanestro |                                                 |

| Serie A (1920-1955)  | 1920 · 1921 · 1922 · 1923 · 1924 · 1925 · 1926 · 1927 · 1928 · 1929 · 1930 · 1931 · 1932 · 1933 · 1934 · 1935 · 1935-36 · 1936-37 · 1937-38 · 1938-39 · 1939-40 · 1940-41 · 1941-42 · 1942-43 · 1944 · 1945 · 1945-46 · 1946-47 · 1947-48 · 1948-49 · 1949-50 · 1950-51 · 1951-52 · 1952-53 · 1953-54 · 1954-55 |
| Elette (1955-1965)   | 1955-56 · 1956-57 · 1957-58 · 1958-59 · 1959-60 · 1960-61 · 1961-62 · 1962-63 · 1963-64 · 1964-65 |
| Serie A (1965-1974)  | 1965-66 · 1966-67 · 1967-68 · 1968-69 · 1969-70 · 1970-71 · 1971-72 · 1972-73 · 1973-74 |
| Serie A1 (1974-2001) | 1974-75 · 1975-76 · 1976-77 · 1977-78 · 1978-79 · 1979-80 · 1980-81 · 1981-82 · 1982-83 · 1983-84 · 1984-85 · 1985-86 · 1986-87 · 1987-88 · 1988-89 · 1989-90 · 1990-91 · 1991-92 · 1992-93 · 1993-94 · 1994-95 · 1995-96 · 1996-97 · 1997-98 · 1998-99 · 1999-00 · 2000-01                                     |
| Serie A (dal 2001)   | 2001-02 · 2002-03 · 2003-04 · 2004-05 · 2005-06 · 2006-07 · 2007-08 · 2008-09 · 2009-10 · 2010-11 · 2011-12 · 2012-13 · 2013-14 · 2014-15 · 2015-16 · 2016-17 · 2017-18 · 2018-19 · 2019-20 · 2020-21 · 2021-22 · 2022-23 · 2023-24 · 2024-25                                                                   |

| Prima Divisione (1931-1937) | 1930 · 1931 · 1932 · 1933 · 1934 · 1935 · 1936 · 1936-37 |
| Serie B (1937-1955)         | 1937-38 · 1938-39 · 1939-40 · 1940-41 · 1941-42 · 1942-43 · 1943-47 · 1947-48 · 1948-49 · 1949-50 · 1950-51 · 1951-52 · 1952-53 · 1953-54 · 1954-55 |
| Serie A (1955-1965)         | 1955-56 · 1956-57 · 1957-58 · 1958-59 · 1959-60 · 1960-61 · 1961-62 · 1962-63 · 1963-64 · 1964-65 |
| Serie B (1965-1974)         | 1965-66 · 1966-67 · 1967-68 · 1968-69 · 1969-70 · 1970-71 · 1971-72 · 1972-73 · 1973-74 |
| Serie A2 (1974-2001)        | 1974-75 · 1975-76 · 1976-77 · 1977-78 · 1978-79 · 1979-80 · 1980-81 · 1981-82 · 1982-83 · 1983-84 · 1984-85 · 1985-86 · 1986-87 · 1987-88 · 1988-89 · 1989-90 · 1990-91 · 1991-92 · 1992-93 · 1993-94 · 1994-95 · 1995-96 · 1996-97 · 1997-98 · 1998-99 · 1999-00 · 2000-01 |
| Legadue (2001-2013)         | 2001-02 · 2002-03 · 2003-04 · 2004-05 · 2005-06 · 2006-07 · 2007-08 · 2008-09 · 2009-10 · 2010-11 · 2011-12 · 2012-13 |
| DNA Gold (2013-2014)        | 2013-14 |
| Serie A2 (dal 2014)         | 2014-15 · 2015-16 · 2016-17 · 2017-18 · 2018-19 · 2019-20 · 2020-21 · 2021-22 · 2022-23 · 2023-24 · 2024-25 |

| Seconda Divisione (1931-1937)    | 1931 · 1932 · 1933 · 1934 · 1935 · 1936 · 1936-37 |
| Prima Divisione (1937-1943)      | 1937-38 · 1938-39 · 1939-40 · 1940-41 · 1941-42 · 1942-43 · 1943-48 |
| Serie C (1948-1955)              | 1948-49 · 1949-50 · 1950-51 · 1951-52 · 1952-53 · 1953-54 · 1954-55 |
| Serie B (1955-1965)              | 1955-56 · 1956-57 · 1957-58 · 1958-59 · 1959-60 · 1960-61 · 1961-62 · 1962-63 · 1963-64 · 1964-65 |
| Serie C (1965-1974)              | 1965-66 · 1966-67 · 1967-68 · 1968-69 · 1969-70 · 1970-71 · 1971-72 · 1972-73 · 1973-74 |
| Serie B (1974-1986)              | 1974-75 · 1975-76 · 1976-77 · 1977-78 · 1978-79 · 1979-80 · 1980-81 · 1981-82 · 1982-83 · 1983-84 · 1984-85 · 1985-86 |
| Serie B d'Eccellenza (1986-2008) | 1986-87 · 1987-88 · 1988-89 · 1989-90 · 1990-91 · 1991-92 · 1992-93 · 1993-94 · 1994-95 · 1995-96 · 1996-97 · 1997-98 · 1998-99 · 1999-00 · 2000-01 · 2001-02 · 2002-03 · 2003-04 · 2004-05 · 2005-06 · 2006-07 · 2007-08 |
| Serie A Dil./DNA (2008-2014)     | 2008-09 · 2009-10 · 2010-11 · 2011-12 · 2012-13 · 2013-14 |
| Serie B (2014-2023)              | 2014-15 · 2015-16 · 2016-17 · 2017-18 · 2018-19 · 2019-20 · 2020-21 · 2021-22 · 2022-23 |
| Serie B Nazionale (dal 2023)     | 2023-24 · 2024-25 |

| Serie A (1920-1955)  | 1920 · 1921 · 1922 · 1923 · 1924 · 1925 · 1926 · 1927 · 1928 · 1929 · 1930 · 1931 · 1932 · 1933 · 1934 · 1935 · 1935-36 · 1936-37 · 1937-38 · 1938-39 · 1939-40 · 1940-41 · 1941-42 · 1942-43 · 1944 · 1945 · 1945-46 · 1946-47 · 1947-48 · 1948-49 · 1949-50 · 1950-51 · 1951-52 · 1952-53 · 1953-54 · 1954-55 |
| Elette (1955-1965)   | 1955-56 · 1956-57 · 1957-58 · 1958-59 · 1959-60 · 1960-61 · 1961-62 · 1962-63 · 1963-64 · 1964-65 |
| Serie A (1965-1974)  | 1965-66 · 1966-67 · 1967-68 · 1968-69 · 1969-70 · 1970-71 · 1971-72 · 1972-73 · 1973-74 |
| Serie A1 (1974-2001) | 1974-75 · 1975-76 · 1976-77 · 1977-78 · 1978-79 · 1979-80 · 1980-81 · 1981-82 · 1982-83 · 1983-84 · 1984-85 · 1985-86 · 1986-87 · 1987-88 · 1988-89 · 1989-90 · 1990-91 · 1991-92 · 1992-93 · 1993-94 · 1994-95 · 1995-96 · 1996-97 · 1997-98 · 1998-99 · 1999-00 · 2000-01                                     |
| Serie A (dal 2001)   | 2001-02 · 2002-03 · 2003-04 · 2004-05 · 2005-06 · 2006-07 · 2007-08 · 2008-09 · 2009-10 · 2010-11 · 2011-12 · 2012-13 · 2013-14 · 2014-15 · 2015-16 · 2016-17 · 2017-18 · 2018-19 · 2019-20 · 2020-21 · 2021-22 · 2022-23 · 2023-24 · 2024-25                                                                   |

| Prima Divisione (1931-1937) | 1930 · 1931 · 1932 · 1933 · 1934 · 1935 · 1936 · 1936-37 |
| Serie B (1937-1955)         | 1937-38 · 1938-39 · 1939-40 · 1940-41 · 1941-42 · 1942-43 · 1943-47 · 1947-48 · 1948-49 · 1949-50 · 1950-51 · 1951-52 · 1952-53 · 1953-54 · 1954-55 |
| Serie A (1955-1965)         | 1955-56 · 1956-57 · 1957-58 · 1958-59 · 1959-60 · 1960-61 · 1961-62 · 1962-63 · 1963-64 · 1964-65 |
| Serie B (1965-1974)         | 1965-66 · 1966-67 · 1967-68 · 1968-69 · 1969-70 · 1970-71 · 1971-72 · 1972-73 · 1973-74 |
| Serie A2 (1974-2001)        | 1974-75 · 1975-76 · 1976-77 · 1977-78 · 1978-79 · 1979-80 · 1980-81 · 1981-82 · 1982-83 · 1983-84 · 1984-85 · 1985-86 · 1986-87 · 1987-88 · 1988-89 · 1989-90 · 1990-91 · 1991-92 · 1992-93 · 1993-94 · 1994-95 · 1995-96 · 1996-97 · 1997-98 · 1998-99 · 1999-00 · 2000-01 |
| Legadue (2001-2013)         | 2001-02 · 2002-03 · 2003-04 · 2004-05 · 2005-06 · 2006-07 · 2007-08 · 2008-09 · 2009-10 · 2010-11 · 2011-12 · 2012-13 |
| DNA Gold (2013-2014)        | 2013-14 |
| Serie A2 (dal 2014)         | 2014-15 · 2015-16 · 2016-17 · 2017-18 · 2018-19 · 2019-20 · 2020-21 · 2021-22 · 2022-23 · 2023-24 · 2024-25 |

| Seconda Divisione (1931-1937)    | 1931 · 1932 · 1933 · 1934 · 1935 · 1936 · 1936-37 |
| Prima Divisione (1937-1943)      | 1937-38 · 1938-39 · 1939-40 · 1940-41 · 1941-42 · 1942-43 · 1943-48 |
| Serie C (1948-1955)              | 1948-49 · 1949-50 · 1950-51 · 1951-52 · 1952-53 · 1953-54 · 1954-55 |
| Serie B (1955-1965)              | 1955-56 · 1956-57 · 1957-58 · 1958-59 · 1959-60 · 1960-61 · 1961-62 · 1962-63 · 1963-64 · 1964-65 |
| Serie C (1965-1974)              | 1965-66 · 1966-67 · 1967-68 · 1968-69 · 1969-70 · 1970-71 · 1971-72 · 1972-73 · 1973-74 |
| Serie B (1974-1986)              | 1974-75 · 1975-76 · 1976-77 · 1977-78 · 1978-79 · 1979-80 · 1980-81 · 1981-82 · 1982-83 · 1983-84 · 1984-85 · 1985-86 |
| Serie B d'Eccellenza (1986-2008) | 1986-87 · 1987-88 · 1988-89 · 1989-90 · 1990-91 · 1991-92 · 1992-93 · 1993-94 · 1994-95 · 1995-96 · 1996-97 · 1997-98 · 1998-99 · 1999-00 · 2000-01 · 2001-02 · 2002-03 · 2003-04 · 2004-05 · 2005-06 · 2006-07 · 2007-08 |
| Serie A Dil./DNA (2008-2014)     | 2008-09 · 2009-10 · 2010-11 · 2011-12 · 2012-13 · 2013-14 |
| Serie B (2014-2023)              | 2014-15 · 2015-16 · 2016-17 · 2017-18 · 2018-19 · 2019-20 · 2020-21 · 2021-22 · 2022-23 |
| Serie B Nazionale (dal 2023)     | 2023-24 · 2024-25 |